# Schottland in den Kriegen der drei Königreiche
Newburn – Marston Moor – Tippermuir – Aberdeen (1644) – Inverlochy (1645) – Lagganmore – Auldearn – Carlisle (1645) – Alford – Kilsyth – Philiphaugh – Aberdeen (1646) – Rhunahaorine Moss – Dunaverty – Mauchline Muir – Preston (1648) – Whiggamore Raid – Stirling (1648) – Inverness (1649) – Inverness (1650) – Carbisdale – Dunbar (1650) – Inverkeithing – Worcester – Tullich
Von 1644 bis 1651 war Schottland in die Kriege der drei Königreiche verwickelt, eine Serie von Bürgerkriegen, die in Schottland, England und Irland ausgetragen wurden. Diese Kriege waren Folge ähnlicher Konflikte wie den Bischofskriegen, die zwischen Schottland und England ausgetragen wurden, und den Irischen Konföderationskriegen.
Schottlands eigener Bürgerkrieg, in dem Royalisten gegen Covenanters kämpften, dauerte von 1644 bis 1645. Die Royalisten unter der Führung von James Graham, 1. Marquess of Montrose, waren Parteigänger König Karls I. von England, während die schottischen Covenanters, die in Schottland seit 1639 regierten, das englische Parlament im Kampf gegen den König unterstützten. Die schottischen Royalisten wurden von den Covenanters schließlich besiegt, obwohl das Glück anfänglich auf Seiten der Royalisten war. Unterstützt von irischen Truppen, hatten die Royalisten von 1644 bis 1645 zunächst eine Reihe von schnellen Siegen.
Die Covenanters wurden jedoch bald uneins mit dem englischen Parlament. Sie wechselten die Seite und unterstützten nunmehr Karl II. und seinen Anspruch auf den Thron von England und Schottland. Dies führte zum Dritten Englischen Bürgerkrieg, in dessen Folge Schottland von der parlamentarischen New Model Army unter Führung von Oliver Cromwell erobert und besetzt wurde.

## Ursachen des Krieges – Kriege in den drei Königreichen
Schottland löste diese Serie von Kriegen mit aus, als es sich 1638 gegen die Religionspolitik Karls I. auflehnte. Um den Neuerungen Karls I., vor allem der Einführung eines neuen Gebetsbuches, etwas entgegenzusetzen, wurde der National Covenant von Schottland formuliert. Darüber hinaus drückte der Covenant eine allgemeine schottische Unzufriedenheit mit der Politik Karls I. aus. Vor allem fühlte man sich, seitdem die Stuart-Könige 1603 auch englische Monarchen geworden waren, in Schottland ins Abseits gedrängt. Die Covenanters stellten aus den Untergebenen ihres Landadels eine große Armee zusammen und konnten sich Karl I. in den sogenannten Bischofskriegen erfolgreich widersetzen.

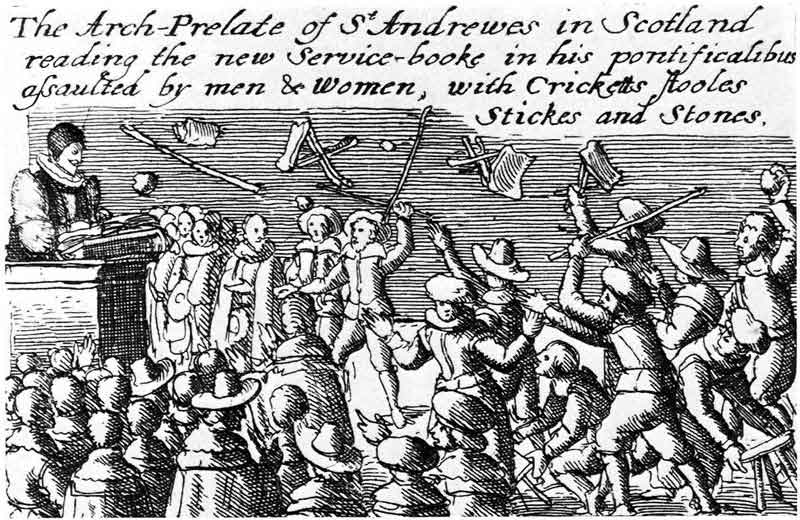
Unruhen wegen des Anglikanischen Gebetbuchs. Die Zwangsverwendung des “prayer books” wurde von Karl I. im presbyterianischen Schottland angeordnet. Aus anfänglichem “Ungehorsam” (Jenny Geddes warf ihren Kirchenstuhl) wurde bald bewaffneter Aufruhr.

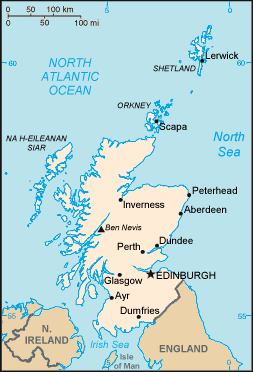
Karte von Schottland

Der schottische Aufstand wiederum löste einen Bürgerkrieg in den anderen zwei Königreichen von Karl I. aus, erst in Irland, dann in England. Karl und sein Minister Thomas Wentworth konnten das Parlament nicht dazu bewegen, Gelder für eine Armee zu bewilligen, um die Schotten niederzuwerfen. Das Parlament war mit der Innen- und Religionspolitik Karls I. selbst unzufrieden. Dies führte dazu, dass der König und sein Minister eine Armee aus irischen Katholiken aufstellten, denen sie als Gegenleistung versprachen, die sie diskriminierenden Gesetze in Irland zurückzunehmen. Diese Entwicklung alarmierte die Gegner von Karl I. in England und Schottland, und die schottischen Covenanters drohten mit einem Einmarsch in Irland. Eine Gruppe irischer Verschwörer begann daraufhin mit dem Irischen Aufstand von 1641, der in Irland schnell zu einer Reihe von Massakern unter den englischen und schottischen Ansiedlern protestantischen Glaubens führte.
Dies wiederum befeuerte den Bürgerkrieg in England, weil das Lange Parlament dem König den Oberbefehl über die Armee verweigerte, um die irische Rebellion niederzuwerfen, fürchtete es doch den Einsatz der Armee gegen sich selbst. So brach 1642 der Englische Bürgerkrieg aus.
1642 schickten die schottischen Covenanters eine Armee nach Ulster in Irland, um die dortigen schottischen Siedler zu schützen. Mit den Vereinbarungen im Vertrag Solemn League and Covenant, den die Covenanters mit dem englischen Parlament abschlossen, wurden die Streitkräfte der Covenanters 1644 in den Süden geschickt, um auf der Seite des Parlaments im Englischen Bürgerkrieg zu kämpfen.

## Schottische Royalisten

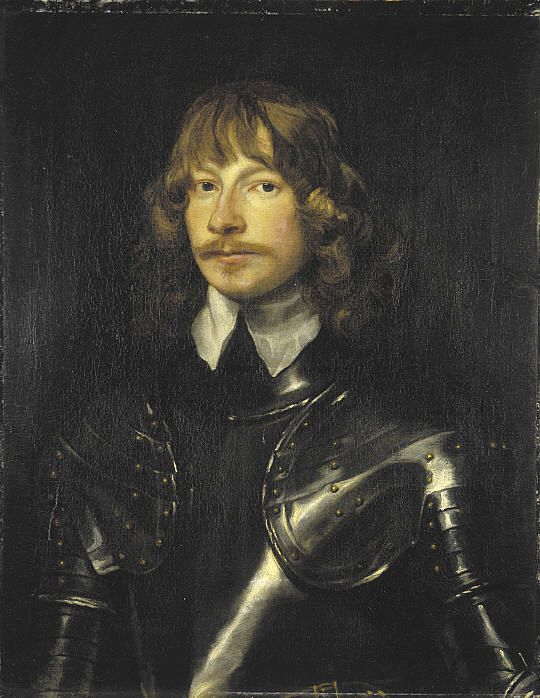
James Graham, 1. Marquess of Montrose, Führer der royalistischen Schotten

Einige Schotten jedoch stellten sich auf die Seite des Königs. Dies geschah in auffälliger Weise vor allem in den Highlands und im schottischen Nordosten. Es gab verschiedene Gründe, warum man dort zum Royalismus neigte. Die meisten hatten etwas mit Religion, mit Kultur, mit Clanpolitik und politischer Loyalität zu tun.
Die Covenanters führten den Presbyterianismus als Staatsreligion in Schottland ein, obwohl einige Menschen im Norden und in den Highlandregionen episkopal oder römisch-katholisch waren.
Des Weiteren waren die Highlands eine besondere kulturelle, politische und wirtschaftliche Region. Sie zeichneten sich aus durch die dort vorherrschende gälische Sprache und durch eigene Bräuche und lagen zu dieser Zeit noch außerhalb der Kontrolle der englischen und schottischen Regierungen. Einige Highlandclans bevorzugten die distanzierte Autorität von Charles Stuart anstelle der machtvollen, gut organisierten und von den schottischen Lowlands aus ausgeübten Regierung der Covenanters.
Der größte Highlandclan, die Campbells, trat jedoch, angeführt von seinem Oberhaupt Archibald Campbell, 1. Marquess of Argyll, auf die Seite der Covenanters. In der rauen Welt der Clanpolitik bedeutete dies konsequenterweise, dass die Rivalen der Campbells, vor allem die MacDonalds, zur Gegenseite überwechselten. Es sollte auch erwähnt werden, dass einige dieser Faktoren sich überlagerten: So waren die MacDonalds zum Beispiel Katholiken, eingeschworene Feinde der Campbells und besaßen ein tiefverwurzeltes gälisches (in Irland wie in Schottland verbreitetes) Bewusstsein.
Schließlich gab es noch Parteigänger, die zwar aus den Lowlands stammten und auch Presbyterianer waren, aber die Vasallentreue gegenüber dem König für wichtiger als religiöse oder politische Grundsätze erachteten oder wie James Graham, 1. Marquess of Montrose, aus grundsätzlichen verfassungsrechtlichen Erwägungen einer Diktatur der Kirche, wie sie von den Covenanters angestrebt wurde, die etablierte Monarchie vorzogen.

## Das irische Eingreifen

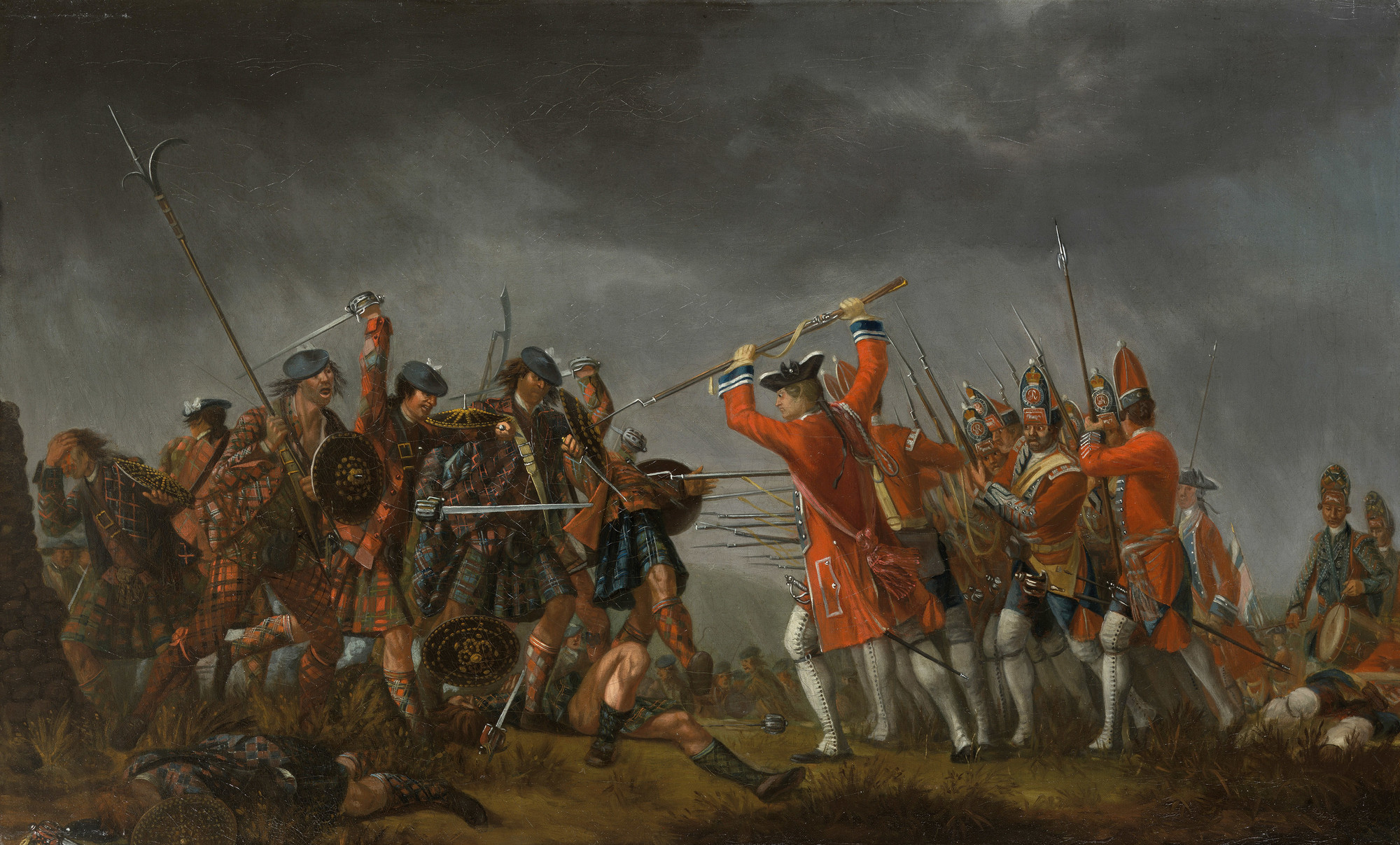
Moriers Gemälde Culloden zeigt den Angriff der Highlander aus der Ära der Jakobitenaufstände, eine Taktik, die erstmals in den Kriegen der drei Königreiche von Alasdair MacColla angewendet wurde.

1644 erhielt Graham vom König den Auftrag, Schottland für die Krone zurückzuerobern. Verbündete hierfür fand er in Irland. Die katholische Konföderation von Kilkenny entsandte eine Truppe, die überwiegend aus Ulstermen und nach Ulster emigrierten MacDonalds bestand. Ein Feldzug in Schottland band aus ihrer Sicht die schottische Truppen der Covenanters, die sonst in Irland oder England eingesetzt werden würden. Die Iren schickten unter dem Befehl von Alasdair MacColla MacDonald 1500 Mann nach Schottland. Ihnen gehörten auch Manus O’Cahan und sein 500 Mann starkes Regiment an. Kurz nach ihrer Landung schlossen sie sich Montrose in Blair Atholl an, und gemeinsam rückten sie vor, um mit den Streitkräften der MacDonalds und anderen gegen die Campbells eingestellten Highlandclans zusammenzutreffen.
Angeführt von Montrose und MacColla, war die neue Royalistenarmee durchaus beeindruckend. Ihre irischen und Highlandertruppen waren äußerst beweglich und kamen über lange Strecken schnell voran – sogar über das zerklüftete, unwegsame Highlandterrain. Sie konnten auch unter schwierigen Bedingungen und mit ärmlichen Essensrationen bestehen. Sie kämpften nicht in den konventionellen Pike- und Musketenformationen, die damals in den meisten Armeen üblich waren, sondern starteten schnelle Angriffe, feuerten ihre Musketen auf ein eng umrissenes Ziel, bevor sie es mit gezogenen Schwertern und Halbpiken angriffen. Mit dieser Taktik fegten sie die schlecht ausgebildeten Milizen der Covenanters hinweg, die ihnen entgegengeschickt wurden. Angesichts der schrecklichen Highlanderangriffe ergriffen die Covenanters oft schnell die Flucht und wurden noch im Wegrennen von den Highlandern förmlich abgeschlachtet.
Andererseits konnten die Clans nicht davon überzeugt werden, auch weiter weg von zu Hause zu kämpfen – sahen sie ihren Hauptfeind doch eher in den Campbells als in den Covenanters. Die Royalisten hatten keine Kavallerie, was sie auf offenem Gelände leicht verwundbar machte. Obwohl sie eine Reihe von Siegen errangen, waren sie unfähig, eroberte Gebiete zu halten, so dass diese schnell wieder zurückerobert wurden und den mit den Covenanters verbündeten Campbells zufielen.

## Tippermuir, Aberdeen und Inverlochy

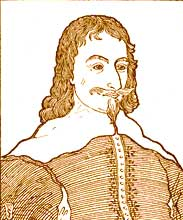
Archibald Campbell, Covenanter und Oberhaupt des Campbell-Clans

Im Herbst 1644 marschierten die Royalisten über die Highlands in Richtung Perth, wo sie eine Streitkraft der Covenanters in der Schlacht bei Tippermuir niederschlugen. Kurz danach erlitt in der Schlacht von Aberdeen eine andere Miliz aus Covenanters ein ähnliches Schicksal. Nach ihrer Eroberung ließ Montrose Perth und Aberdeen unklugerweise von seinen Soldaten plündern, obwohl in diesem Gebiet viele royalistische Anhänger lebten, die nach den Plünderungen für die Sache des Königs verloren waren.
Im Siegesrausch bestand MacColla darauf, den Krieg der MacDonalds gegen die Campbells im Westen Schottlands in Argyll wieder aufzunehmen. Im Dezember 1644 wüteten sie im Land der Campbells, töteten über 900 männliche Zivilisten im Militäralter und brannten ihre Gehöfte nieder.
Als Antwort auf den Angriff rief Archibald Campbell, 1. Marquess of Argyll, seinen Clan zusammen, um die Eindringlinge zurückzuschlagen. In der Schlacht von Inverlochy nahe Ben Nevis in Lochaber traf im Februar 1645 der Campbell-Clan auf die royalistischen Streitkräfte und die der Highlander. Die Campbells mussten schwere Verluste hinnehmen und wurden vernichtet.
Die Truppen von Montrose, insbesondere die Männer des MacDonald-Clans und die der irischen Verbündeten, erwarben sich unter der allgemeinen schottischen Bevölkerung einen schlechten Ruf. Ihnen wurden Gräueltaten an feindlichen Zivilisten vorgeworfen, insbesondere auf ihrem Feldzug auf dem Gebiet der Campbells in Argyll. Nach der Trennung MacCollas von Montroses Armee (s. u.) kam es zu einem Vernichtungsfeldzug der MacDonalds gegen die Campbells, wobei festgehalten werden muss, dass sich die Truppen der Covenanters in den Highlands, im Nordosten Schottlands und in Ulster auf royalistischem oder verbündetem Gebiet gleichermaßen schlimm benahmen und an den Frauen und Kindern ihrer Feinde, die ihnen nach der Schlacht in die Hände fielen, wiederholt Massaker verübten.

## Triumph und Desaster für die Royalisten
Mit ihrem Sieg in Inverlochy kontrollierten die Royalisten die westlichen Highlands, deren Clans und Adelige sich alsbald auf die Seite der Royalisten schlugen. Die wichtigsten unter ihnen waren die Gordons, die den Royalisten zum ersten Mal Kavallerie zur Verfügung stellten.
Die Covenanters stellten eiligst eine neue Armee zusammen und schickten sie den Royalisten entgegen. Sie wurde aber bei Auldearn in der Nähe von Nairn geschlagen. Eine weitere Armee der Covenanters wurde in der Schlacht von Alford von Montroses Soldaten aufgerieben. Eine vierte Armee der Covenanters, die die Royalisten am erfolgreichen Vordringen in die schottischen Lowlands hindern sollte, ereilte in der Schlacht von Kilsyth dasselbe Schicksal wie ihre Vorgänger. Sie wurde geschlagen.
Diese Serie von verlorenen Schlachten resultierte aus dem Fehler, halb- oder gar nicht ausgebildete Truppen übereilt in die Schlacht geschickt zu haben, und sie hatte zur Folge, dass Montrose vorübergehend fast ganz Schottland kontrollierte. Ende 1645 fielen bekannte Städte wie Dundee und Glasgow an seine Streitkräfte.
Als Montrose in Schottlands Südosten Truppen ausheben lassen wollte und den Marsch auf England plante, zeigte MacColla, dass seine Prioritäten ausschließlich in der Auseinandersetzung mit den Campbells lagen. Er besetzte mit seinen Truppen Argyll. Die Gordons kehrten ebenfalls um, um ihr eigenes Land im Nordosten zu verteidigen. Montrose, der seine Streitkräfte aufgeteilt hatte, wurde dadurch geschwächt und in der Schlacht von Philiphaugh von den Covenanters geschlagen. Die siegreichen Covenanters unter General David Leslie, Lord Newark verübten anschließend ein Massaker an irischen Soldaten, die sich ihnen gegen die Zusicherung von Schonung ergeben hatten, und machten Jagd auf flüchtende Frauen und Kinder des irischen Trosses. MacColla zog sich auf die Halbinsel Kintyre zurück, wo er bis zum nächsten Jahr verweilte.
Die royalistischen Siege in Schottland wurden mit einem Schlag bedeutungslos, als die völlig unterschiedlichen Truppenteile begannen, ihre eigenen Interessen und Kriegsziele zu verfolgen.

## Das Ende des Bürgerkrieges in Schottland
Im Mai 1646 gab Karl I. seinen mittlerweile aussichtslosen Kampf auf und stellte sich den schottischen Covenanters. Damit war der erste Englische Bürgerkrieg beendet. Die Covenanters versuchten, den König zum Covenantertum zu bekehren, was jedoch misslang. So übergaben sie ihn Anfang 1647 den Bevollmächtigten des englischen Parlaments. Für den Dienst ihrer Truppen in England erhielten sie eine Abschlagszahlung, woraufhin die schottische Armee aus England in Richtung Norden abzog. Montrose brach 1646 nach Norwegen auf, während MacColla mit seinen verbliebenen irischen und Highlandertruppen nach Irland zurückkehrte, um sich dort wieder den Konföderierten anzuschließen. Alle, die für Montrose gekämpft hatten, insbesondere die Iren, wurden als Vergeltung für die Gräueltaten der Royalisten in Argyll von den Covenanters umgebracht, sobald sie gefangen genommen wurden.

## Schottland und der Zweite und Dritte Englische Bürgerkrieg

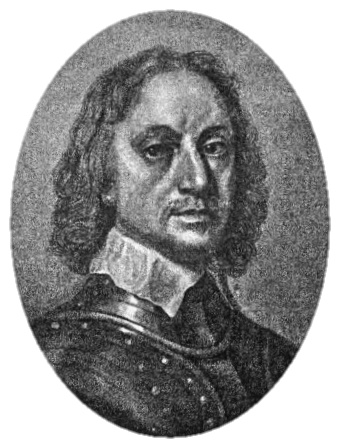
Oliver Cromwell. Als das Bündnis der Covenanters mit dem englischen Parlament zerbrach, fiel Cromwell in Schottland ein und eroberte das Land.

### Der Zweite Englische Bürgerkrieg
Obwohl die Covenanters die Royalisten bei sich zu Hause bekämpft hatten, verhandelten sie mit Karl I. gegen das englische Parlament. Sie schafften es nicht, sich mit ihren ehemaligen Verbündeten auf eine politische und religiöse Beilegung der Kriege zu einigen, weil sie mit der Einführung des Presbyterianismus als offizieller Staatsreligion in den drei Königreichen scheiterten und außerdem glaubten, dass die Parlamentarier die schottische Unabhängigkeit bedrohen würden. Viele der Covenanters befürchteten, dass unter dem Parlament unser armes Land zu einer Provinz von England gemacht werden sollte.
Eine Gruppierung unter den Covenanters, bekannt als die Engagers, die von James Hamilton, 1. Duke of Hamilton, angeführt wurden, schickte aus diesem Grunde 1648 eine Armee nach England, um Karl I. wieder auf den Thron zu verhelfen. Sie wurden jedoch in der Schlacht von Preston von Oliver Cromwells New Model Army geschlagen. Dieses Eingreifen zugunsten des Königs verursachte einen kurzen Bürgerkrieg innerhalb der Bewegung der Covenanters. Die radikaleren Presbyterianer unter dem Earl of Argyll rebellierten gegen die schottische Hauptarmee unter David Leslie. Die zwei Gruppen gerieten im September 1648 in der Schlacht von Stirling aneinander, bevor man sich dann doch beeilte einen Frieden auszuhandeln.
1649 ließ das Rumpfparlament Karl I. hinrichten. Bald nach ihm wurde auch Hamilton hingerichtet, der nach der Schlacht von Preston gefasst worden war. So blieben in Schottland als Hauptstreitkraft nur noch die extremen Covenanters übrig, die noch immer von Argyll angeführt wurden.

#### Niederlage und Tod von Montrose
Im Juni 1649 setzte Karl II. Montrose wieder als Lord Lieutenant in Schottland ein. Außerdem nahm er Verhandlungen mit den Covenanters auf, die jetzt von der radikalen presbyterianischen „Kirk Party“ (oder „Whigs“) beherrscht wurden. Weil Montrose ohnehin nur wenig Unterstützung in den schottischen Lowlands fand, war Karl II., um König zu werden, bereit, seinen ihm treu ergebenen Diener zu verleugnen, und zwar zu den Bedingungen, die ihm die Covenanters diktierten.
Im März 1650 landete Montrose in Orkney und übernahm den Oberbefehl über eine kleine Streitkraft, die weitgehend aus Söldnern vom europäischen Kontinent bestand und von ihm bereits vorausgeschickt worden war. Beim Durchqueren des Festlandes versuchte er vergeblich, die Clans zu den Waffen zu rufen. Am 27. April wurde er in der Schlacht von Carbisdale in Ross-Shire überrascht und geschlagen. Nach einigem Herumstreifen ergab er sich Macleod of Assynt, dem er sich völlig anvertraute, weil er seine politische Gegnerschaft verkannte. Er wurde als Gefangener nach Edinburgh gebracht und vom Parlament am 20. Mai zum Tode verurteilt. Obwohl Montrose vor seiner Vollstreckung beteuerte, dass er ein echter Covenanter und ein loyaler Untertan sei, wurde er am 21. Mai gehängt, um den Hals ein Exemplar seiner von Wishart verfassten Biografie, die ihn lobpreiste.

### Der Dritte Bürgerkrieg

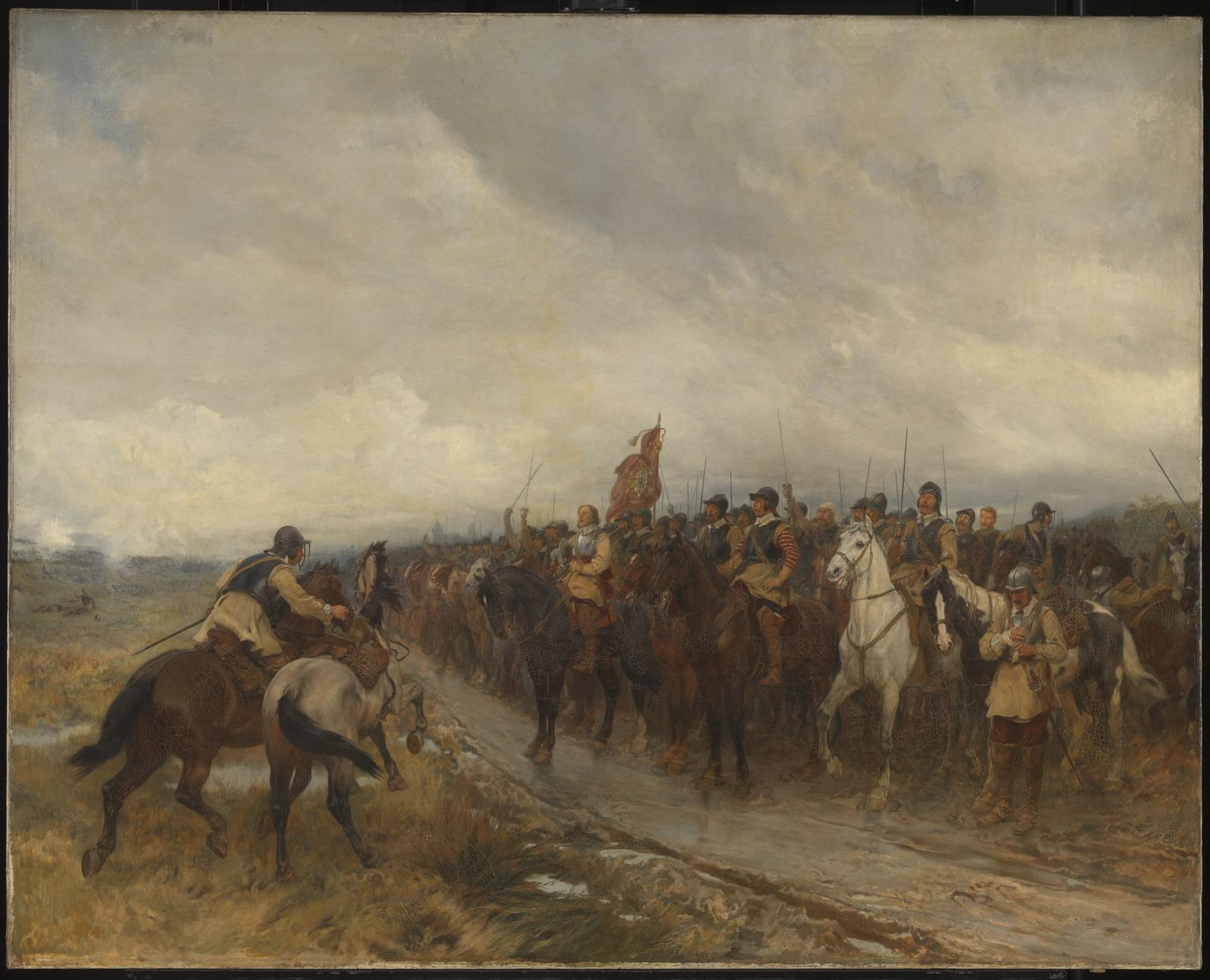
„Cromwell in Dunbar“, von Andrew Carrick Gow. Die Schlacht von Dunbar war eine vernichtende Niederlage für die schottischen Covenanters

Trotz ihres Streits mit den schottischen Royalisten verpflichteten sich die Covenanters der Sache Karls II. und unterschrieben den Vertrag von Breda (1650) in der Hoffnung auf ein unabhängiges presbyterianisches Schottland, das frei von englischer Einmischung sein würde. Karl II. landete am 23. Juni 1650 in Schottland bei Garmouth in Moray und unterschrieb sofort nach Betreten des Festlandes das Covenant von 1638 und die Solem League von 1643.
Die Bedrohung durch König Karl II. und seine neuen Covenanter-Verbündeten wurde in der jungen Englischen Republik als größte Herausforderung betrachtet, so dass Oliver Cromwell im Mai nach England zurückkehrte und es seinen Leutnants in Irland überließ, die Unterdrückung der irischen Royalisten fortzusetzen. Er kam am 22. Juli 1650 in Schottland an und rückte entlang der Ostküste in Richtung Edinburgh vor. Gegen Ende August war seine Armee durch Krankheit und fehlenden Nachschub so geschwächt, dass er einen Rückzug auf seine Basis, den Hafen von Dunbar, anordnen musste. Inzwischen hatte eine schottische Armee von Covenanters unter dem Kommando von David Leslie seinen Vormarsch beobachtet. Als Leslie sah, wie Cromwell einige der Erkrankten an Bord der dort wartenden Schiffe bringen ließ, machte er sich zum Angriff bereit. Er glaubte wohl, einen geschwächten Gegner vor sich zu haben. Manche Historiker berichten aber auch, dass er wider besseres Wissen handelte und von der Generalversammlung der Covenanters den Befehl zu kämpfen erhielt. Cromwell ergriff die Gelegenheit. In der nachfolgenden Schlacht von Dunbar (1650) brachte die New Model Army den Schotten am 3. September eine vernichtende Niederlage bei. Leslies Armee, die eine strenge ideologische Bindung an die radikale Kirk Party hatte, wurde vernichtet und verzeichnete über 14.000 Tote, Verwundete und Gefangene. Cromwells Armee nahm daraufhin Edinburgh ein. Am Ende des Jahres hielt seine Armee das südliche Schottland weitgehend besetzt.
Dieses militärische Desaster brachte die radikalen Covenanters, bekannt als die Kirk Party, in Misskredit und veranlasste Covenanters und schottische Royalisten, ihre gemeinsamen Differenzen zumindest vorübergehend zu begraben und den englischen Einmarsch der Parlamentarier in Schottland aufzuhalten und zurückzuschlagen. Das schottische Parlament verabschiedete im Dezember 1650 den Act of Levy, das Rekrutengesetz, nach dem jede Stadt und jede Grafschaft eine bestimmte Menge an Soldaten auszuheben hatte. Weitere Rekrutenaushebungen in den Highlands und Lowlands fanden statt, um eine reguläre nationale Armee zu bilden, die den Namen Armee des Königreichs erhielt und unter den persönlichen Befehl von Karl II. gestellt wurde. Obwohl die Armee des Königreichs die bis dahin größte Streitkraft war, die während der Bürgerkriege auf schottischer Seite ins Feld geführt wurde, war sie schlecht ausgebildet. Auch ihre Moral war schlecht, denn einzelne Truppenteile hatten sich zuvor als Covenanters und als Royalisten bis auf den Tod bekämpft.
Im Juli 1651 überquerten Teile der Streitkräfte von Cromwell unter der Führung von General John Lambert den Firth of Forth in Fife und besiegten die Schotten in der Schlacht von Inverkeithing. Die New Model Army marschierte auf das königliche Lager in Perth zu. In der Gefahr, strategisch umgangen zu werden, befahl Karl II. in einem letzten verzweifelten Versuch seine Armee südlich nach England, um Cromwell auszuweichen und um dort einen royalistischen Aufstand zu entfachen. Cromwell folgte Karl II. nach England und beließ George Monck in Schottland, um den dortigen Feldzug weiterzuführen. Am 14. August nahm Monck Stirling ein. Am 1. September folgte Dundee, wobei Monck, wie es heißt, bis zu 2.000 der 12.000 Einwohner von Dundee ermorden ließ und jedes Schiff im Hafen der Stadt, 60 insgesamt, vernichtete.
Die schottische Armee des Königreiches marschierte nach Westengland, weil in diesem Gebiet die Sympathien für die Royalisten am stärksten waren. Obwohl sich einige Royalisten der Armee anschlossen, war ihre Anzahl doch bei weitem nicht so hoch, wie Karl II. und seine schottischen Unterstützer es sich erhofft hatten. In der Schlacht von Worcester schlug Cromwell den neuen König am 3. September 1651 schließlich vernichtend: 3000 Mann wurden getötet und über 10.000 gefangen genommen. Viele der von Cromwell gefangenen Schotten wurden als Zwangsarbeiter nach Westindien, Virginia und Berwick, Maine verkauft. Diese Niederlage markierte das Ende der schottischen Kriegsanstrengungen. Karl II. flüchtete auf den europäischen Kontinent, und mit seiner Flucht wurden die Hoffnungen der Covenanters auf eine politische Unabhängigkeit vom Commonwealth of England zerschmettert.

## Von der Besetzung bis zur Restauration

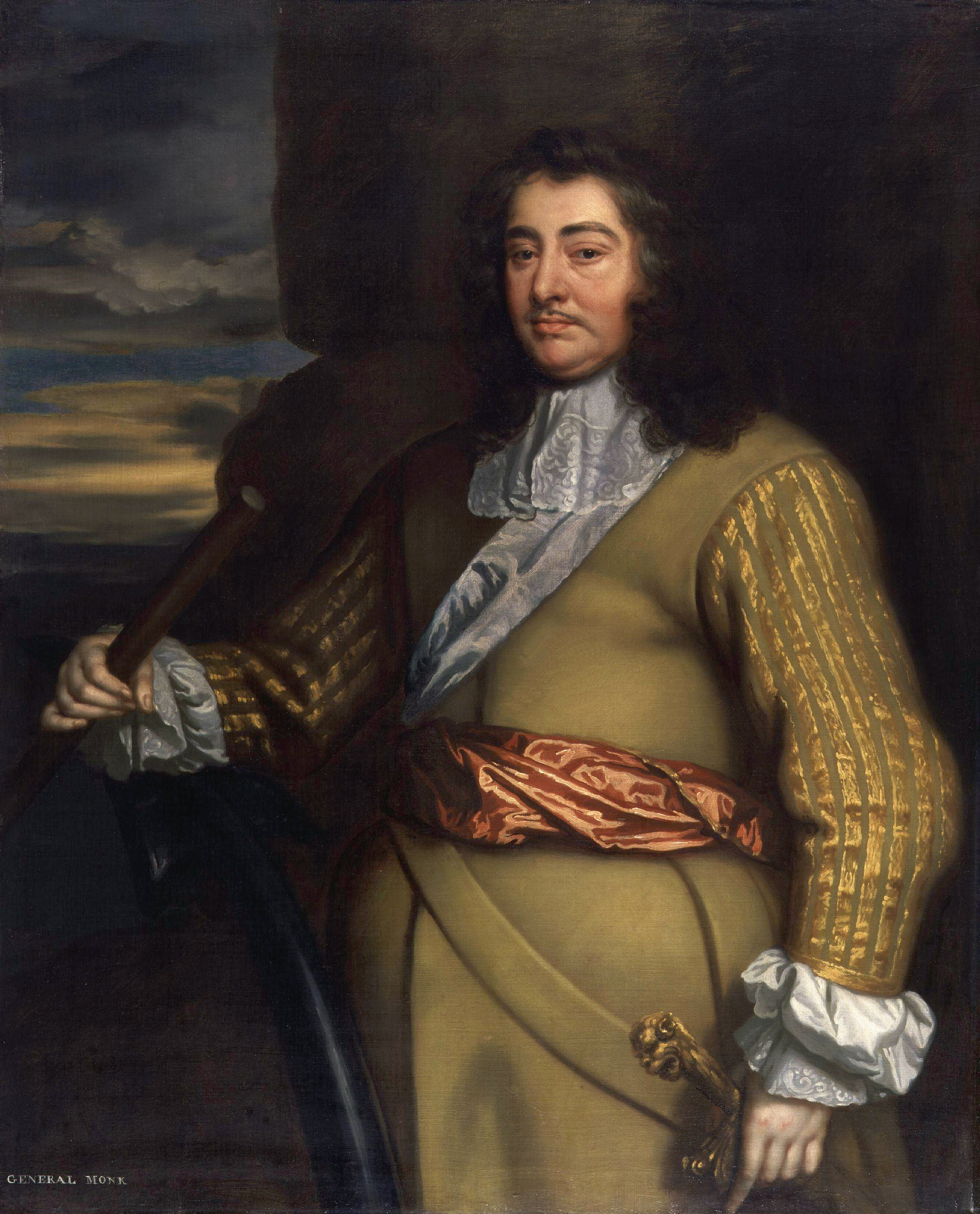
George Monck, 1. Herzog von Albemarle von Sir Peter Lely, gemalt 1665–1666. Monck befehligte die parlamentarischen Streitkräfte, die Schottland während der Zwischenregierung besetzten, und führte 1660 seine Truppen nach London, um die Monarchie wiederherzustellen.

Siehe Hauptartikel: Royalistenaufstände von 1651 bis 1654
Zwischen 1651 und 1654 gab es in Schottland einen Aufstand der Royalisten. Dunnottar Castle war die letzte Festung, die im Mai 1652 an die parlamentarischen Truppen fiel. Unter den Bedingungen des Tender of Union wurden den Schotten 30 Sitze im vereinigten Parlament in London eingeräumt, und General Monck wurde zum Militärgouverneur von Schottland ernannt. Während des Interregnums verblieb Schottland unter englischer Militärbesatzung. Auch während der gesamten Ära des Commonwealth gab es in Schottland immer wieder vereinzelte royalistische Rebellionen, insbesondere in den westlichen Highlands, wo in den 1640er-Jahren Alasdair MacColla seine Streitkräfte versammelt hatte. Der Nordwesten der Highlands war 1653 bis 1655 der Schauplatz eines weiteren royalistischen Aufstandes, der nur durch die Entsendung von 6000 englischen Soldaten niedergeschlagen werden konnte. Monck verteilte Forts über die ganzen Highlands, zum Beispiel in Inverness, und machte dem royalistischen Widerstand ein Ende, indem er Gefangene als Sklaven nach Westindien verschleppen ließ. Gesetzeslosigkeit blieb jedoch ein Problem. Es gab Räuber, die als Mosstrooper bekannt waren, ehemalige Soldaten sowohl der Royalisten als auch der Covenanters, die englische Truppen und einheimische Bevölkerung gleichermaßen ausplünderten.
Nach dem Tod Oliver Cromwells 1658 kamen jene Parteien und Interessengruppen, die schon in den frühen Jahren des Interregnums um die Vorherrschaft gegeneinander gekämpft hatten, wieder zum Vorschein. Nun entschied Monck, der Cromwell und dem englischen Parlament über den gesamten Bürgerkrieg hinweg treu gedient hatte, dass seinen Interessen und denen des Landes am besten mit der Restauration des Königtums gedient sei. 1660 führte er seine Truppen nach England, um für die Wiedererrichtung der Monarchie zu sorgen. Unter dieser sogenannten Stuart-Restauration wurden nun zwar das schottische Parlament und die selbstständige schottische Gesetzgebung wiederhergestellt, viele Probleme, die zu den Kriegen geführt hatten, wie Fragen der Religion, der schottischen Regierung und des Status der Highlands, blieben aber ungelöst. Nach der Glorreichen Revolution von 1688 gaben sie den Anlass dazu, dass viele weitere Schotten in den Aufständen der Jakobiten starben.

## Die Bilanz
Man geht davon aus, dass während der Kriege der drei Königreiche in Schottland selbst annähernd 28.000 Menschen im Kampf fielen. Zu dieser Zeit starben gewöhnlicherweise allerdings mehr Soldaten durch Krankheiten, als in Kämpfen (das Verhältnis war meist 3 zu 1), darum ist es angebrachter zu vermuten, dass die wirkliche militärische Todesrate in diesem Fall wesentlich höher ausfällt. Zusätzlich schätzt man, dass in direkter Folge dieses Krieges, und zwar entweder durch Massaker oder durch Krankheiten, 15.000 Zivilisten ihr Leben lassen mussten. In indirekter Kriegsfolge starben zwischen 1645 und 1649 weitere 30.000 Menschen in Schottland an Seuchen, weil diese teilweise durch Truppenbewegungen im Land verbreitet wurden. Wenn wir jene Tausende von schottischen Armeeangehörigen hinzuaddieren, die in den Bürgerkriegen in England und in Irland starben (weitere 20.000 Soldaten), dann stellen die Kriege der drei Königreiche einen der blutigsten Abschnitte in der schottischen Geschichte dar.